# Балобанова, Елизавета Павловна
Елизавета Павловна Балобанова (16 сентября 1910, Кирово-Чепецкий район, Кировская область — 6 декабря 1984, Терновка, Днепропетровская область) — передовик советского сельского хозяйства, свинарка колхоза «Красный Октябрь» Вожгальского района Кировской области, Герой Социалистического Труда (1951).

## Биография
Родилась 16 сентября 1910 года в селе Враги (ныне Кирово-Чепецкого района Кировской области) в русской крестьянской семье.
Повзрослев стала трудиться в колхозе «Красный Октябрь» Вожгальского района (ныне Кумёнского района Кировской области). Работала на свиноводческой ферме, свинаркой. За достижение высоких показателей в производстве, по итогам 1948 года, получила от каждой из семи закреплённых свиноматок по 23,2 поросёнка. Была награждена орденом Ленина. По итогам следующего календарного года сумела вырастить от 9 свиноматок по 25 поросят в среднем при живом весе в 2-х месячном возрасте 15,4 килограмма. 
За достижение высоких показателей в животноводстве в 1950 году при выполнении колхозом обязательных поставок и контрактации сельскохозяйственной продукции, натуроплаты за работу МТС и плана прироста поголовья по каждому виду продуктивного скота и птицы, Указом Президиума Верховного Совета СССР от 1 ноября 1951 года Елизавете Павловне Балобанововй было присвоено звание Героя Социалистического Труда с вручением ордена Ленина и золотой медали «Серп и Молот».
В дальнейшем покинула Кировскую область и переехала на постоянное место жительство в Днепропетровскую область Украинской ССР. 
Проживала в городе Терновка Днепропетровской области. Умерла 6 декабря 1984 года.

## Награды
- Медаль «Серп и Молот» (01.11.1951);
- дважды орден Ленина (01.06.1949, 01.11.1951);
- другие медали.